# 前521年
| 千纪： | 前1千纪 |
| 世纪： | 前7世纪 \| 前6世纪 \| 前5世纪 |
| 年代： | 前550年代 \| 前540年代 \| 前530年代 \| 前520年代 \| 前510年代 \| 前500年代 \| 前490年代 |
| 年份： | 前526年 \| 前525年 \| 前524年 \| 前523年 \| 前522年 \| 前521年 \| 前520年 \| 前519年 \| 前518年 \| 前517年 \| 前516年                                                                      |
| 纪年： | 周景王二十四年 魯昭公二十一年 齐景公二十七年 晋顷公五年 秦哀公十六年 宋元公十一年 楚平王八年 卫灵公十四年 陈惠公十三年 蔡悼侯元年 曹悼公三年 郑定公九年 燕平公三年 吳王僚六年 杞平公十五年 |

## 大事记
- 波斯帝國皇族分支大流士一世平定國內叛亂，即位為阿契美尼德帝國君主
- 宋国少司馬華貙，迎華定等由陳返宋，據南里叛，吳軍救華氏，晉、齊、衛、曹聯軍援宋，在鴻口击败吳軍，圍南里。
- 蔡国立蔡靈侯之孫東國，是為蔡悼侯，为楚大夫費無極受賄之謀。

## 出生
- 颜回，孔子学生（前481年逝世）。
- 高柴，孔子学生
- 巫馬施，孔子学生
- 宓不齊，孔子学生

## 逝世
- 華多僚，宋国大夫
- 華豹，宋国大夫
- 叔辄，鲁国大夫